# Matthias Kunze

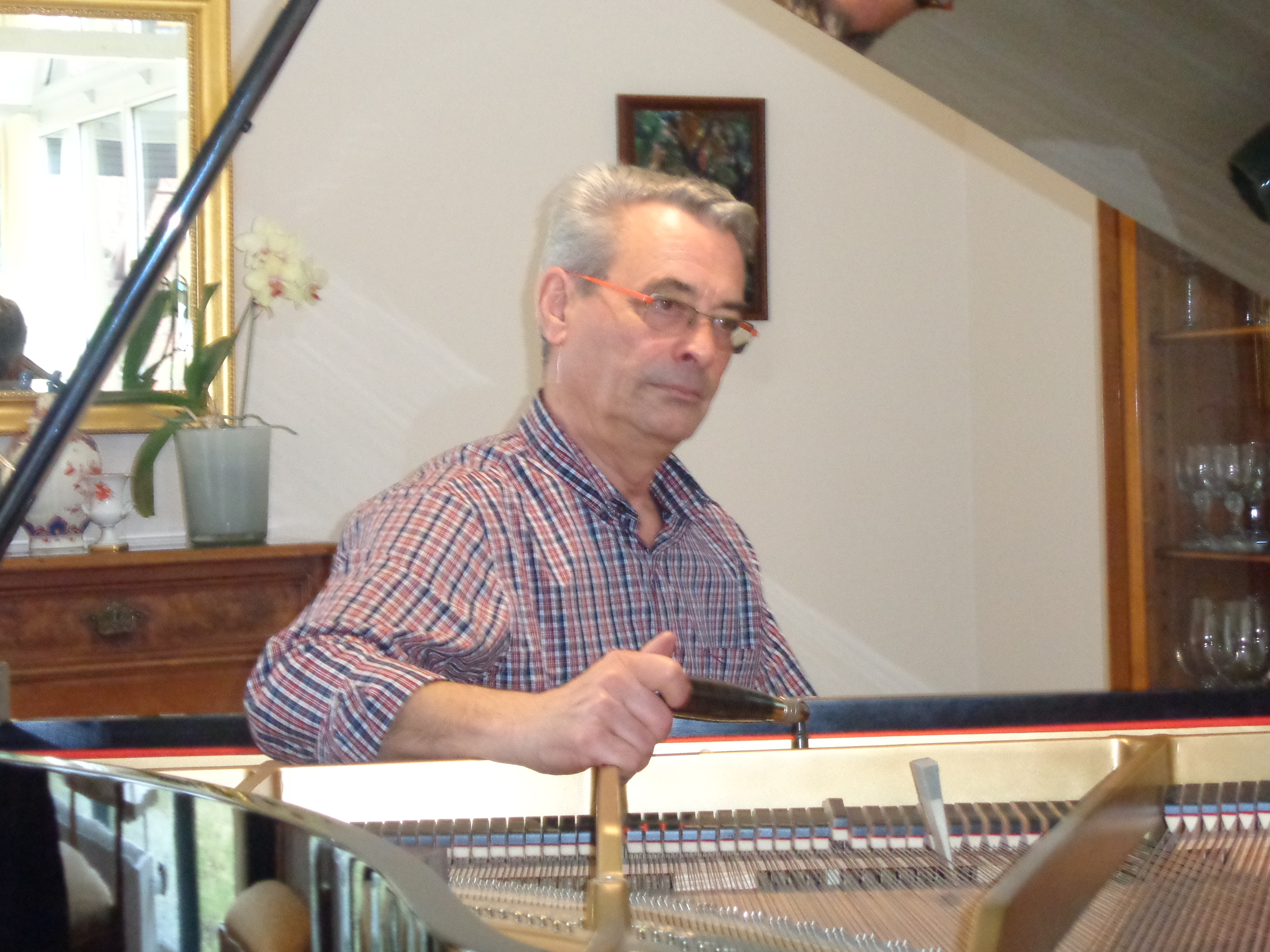
Matthias Kunze (2017)

Matthias Kunze (* 2. August 1952 in Dessau) ist ein deutscher  Klavierbaumeister, Cembalobauer und Klavierstimmer.

## Leben
Kunzes Vater war einer der wenigen selbständigen Rechtsanwälte in der  Deutschen Demokratischen Republik. Da 
er seine Kinder zur Konfirmation und nicht zur Jugendweihe geschickt hatte, durften sie kein Abitur machen. Matthias Kunze machte deshalb in Leipzig eine  Lehre zum Klavierbauer bei dem  Volkseigenen Betrieb Deutsche-Piano-Union, der heutigen Firma Rönisch. Er arbeitete am  Landestheater Dessau und bestand 1977 die Meisterprüfung an der Handwerkskammer in Dresden.

### Mecklenburg
Da die lungenkranke Tochter unter der schlechten Luft im Industriegebiet Halle-Leipzig litt, zog die Familie 1978 von Bitterfeld-Wolfen nach Schwerin. Das dortige Konservatorium schuf für Kunze eine Planstelle; er hatte alle Klaviere der Musikschulen im Bezirk Schwerin und im  Mecklenburgischen Staatstheater Schwerin zu stimmen. Vergeblich beantragte er 1982 beim Rat des Kreises eine Gewerbegenehmigung als freier Klavierstimmer. Als drei Jahre später auch der zweite Antrag abgelehnt wurde, stellte Kunze den Ausreiseantrag. Daraufhin brachte man ihm die Gewerbegenehmigung für den „Pianoservice“ ins Haus; allerdings durfte er keine Reparaturen ausführen, für die Materialien aus dem  Nichtsozialistischen Wirtschaftsgebiet benötigt wurden. Es wurde improvisiert, umgebaut und ausgetauscht. Was Verwandte in Westdeutschland besorgten, brachte die Großmutter nach Schwerin. Ein alter Leipziger Hammerkopfmacher vermachte ihm – was eigentlich nicht erlaubt war – seine Maschinen. Kunze holte sie bei Nacht aus Leipzig und hielt sie ein Jahr lang versteckt. Den Filz für die Klaviermechanik besorgte er in Wurzen. Ermöglicht wurde das im Realsozialismus durch  „Tauschhandel“ mit Räucherfisch.

### Steinway
Sein erstes Westgeld erhielt Kunze 1988 beim Schleswig-Holstein Musik Festival von Justus Frantz, dessen Flügel er für den ersten Auftritt in Mecklenburg gestimmt hatte. Er besuchte nach der Wende Weiterbildungsseminare der Handwerkskammern und volontierte bei Steinway & Sons in Hamburg, während der gleichnamige Sohn seit 1991 dort Klavierbau lernte. Nachdem Matthias Kunze sen. 1993 die Steinway Academy absolviert hatte, wurde er autorisierter Steinway-Händler in Mecklenburg-Vorpommern. Aus der Einpersonengesellschaft mit Verkaufssalon in Alt Meteln wurde ein Piano-Haus. Als der Sohn nach bestandener Gesellenprüfung nach Hause gekommen war, entstand ab Januar 1996 der Werkstattbau. 1997 begann der erste von bislang sechs Lehrlingen die Ausbildung in Alt Meteln. 
Im Musikbetrieb von Mecklenburg-Vorpommern spielt das Piano-Haus eine zentrale Rolle. Es veranstaltet Konzerte in Kirchen und Zelten, Kindermusikfeste und Klaviermatinéen mit Schweriner Klavierlehrern im (stets ausverkauften) Staatstheater. Beim 15. und 20. Firmenjubiläum spielten das Fauré Quartett und Ewa Kupiec. Das Haus stellt die  Flügel bei den  Festspielen Mecklenburg-Vorpommern und betreut die Instrumente an der Hochschule für Musik und Theater Rostock. Als Dank für die jahrzehntelange Betreuung ließ Stefan Malzew ihn 2013 in Neubrandenburg den 4. Satz der 1. Sinfonie (Brahms) dirigieren. In der Jugend hatte Kunze Dirigent werden wollen; der Verlust einiger Finger machte diesen Wunsch zunichte. Von 1992 bis 2010 saß Kunze im Vorstand des Bundes Deutscher Klavierbauer. Heute dient er ihm als öffentlich bestellter und vereidigter Sachverständiger.
Im April 2015 übernahm der Sohn das Geschäft mit einer neuen Niederlassung in Schwerin. Werkstatt, Lager und Büro bleiben in Alt Meteln.